# Kristian Meisler
Kristian Meisler (født 4. januar 1983) er dansk professionel fodboldspiller, hvor hans primære position er på midtbanen. Han scorede i sin debutkamp i sæsonpremieren den 5. august 2006 for klubben mod Brønshøj Boldklub.
Kristian Meisler har tidligere spillet i Farum Boldklub og efterfølgende i Brønshøj Boldklub, før han skrev under på en 1-årig kontrakt med Fremad Amager i starten af januar 2005. I 2006 var han ind over 1. senior i Boldklubben Avarta (i hvert fald træningen i januar samt februar), men var væk igen i starten af februar 2006. Kristian Meisler kom dernæst til Skovlunde IF Fodbold, da klubbens oprykning til 2. division 2006/07 var klar.

## Spillerkarriere
- 200x-200x: Farum Boldklub (bl.a. reserverne), Kvalifikationsrækken og Danmarksserien
- 2003-2004: Brønshøj Boldklub, 48 kampe og 7 mål, 1. division [1]
- 2005-2005: Boldklubben Fremad Amager, 5 kampe og 0 mål, 1. division
- 2006-: Skovlunde IF Fodbold, 2. division Øst [2]
- 2007-2007: Brønshøj Boldklub, 6 kampe og 0 mål,